# Mikroregion Železné hory
Mikroregion Železné hory je dobrovolný svazek obcí v okresu Chrudim, jeho sídlem je Ronov nad Doubravou a jeho cílem je ochrana společných zájmů účastníků v˙oblasti životního prostředí, průmyslu, dopravy, zemědělství, rozvoje služeb a řemesel, obnovy venkova. Rozvíjení partnerských vztahů mezi sdruženími a ostatními oblastmi v tuzemsku a zahraničí a společné zastupování účastníků sdružení v těchto záležitostech. Sdružuje celkem 11 obcí a byl založen v roce 1999.

## Obce sdružené v mikroregionu
- Běstvina
- Biskupice
- Bousov
- Kněžice
- Lipovec
- Míčov-Sušice
- Podhořany u Ronova
- Prachovice
- Ronov nad Doubravou
- Třemošnice
- Žlebské Chvalovice